# Прапор Самарі
Пра́пор Сама́ра — офіційний символ міста Самар Дніпропетровської області, затверджений рішенням Самарівської міської ради № LI/VIII від 22 липня 2025 року.

## Опис прапора
Муніципальна геральдика Самарі веде початок з печаток Самарської паланки – «столиці Східного Запоріжжя», а також одного з найважливіших адміністративних і політичних центрів Нової Січі (1734—1775). Започаткована у 1811 році геральдична традиція, — щойно місто Новомосковськ отримало офіційний герб, — з одного боку давала поштовх новітньому герботворенню, з іншого – поривала з козацьким минулим, не маючи та не даючи можливості звернутися до власних витоків аж до XX століття. В основу герба і прапора Самарівської міської територіальної громади покладено саме запорізьку спадщину Самарської паланки. 
Прапор міста прикрашають лев і зірка — найдавніші задокументовані геральдичні символи Самарської паланки. Прапор Самарівської міської громади являє собою квадратне полотнище (1:1) і має відмінну від герба символіку. Так, на малиновому (пурпуровому) полі зображено дві геральдичні фігури — золотого лева з оберненою назад головою, який взорує до зірки у верхній частині. Водночас малиновий колір символізує козацьку владу та могутність.
Лев — лицарський образ часів Середньовіччя, – з’являється на козацьких печатках з першої половини XVIII століття. Згідно з геральдичною традицією, лев спрямований праворуч (геральдично вліво); обернена назад голова, постава (sejant regardant), а також золота барва символізують пильність та настороженість; лев нагадує нащадкам про прикордонне минуле Присамар'я і лицарські чесноти його мешканців, серед яких: хоробрість (червоний колір язика лева), повага та справедливість. 
Срібна ж зірка на прапорі означає прагнення до високих ідеалів, щастя громади й громадян, а отже й християнської духовності Запоріжжя.
Художнє оформлення та опис: Федорченко (Леушина) Владислава Костянтинівна, Бандура Юрій Юрійович.